# إزكريتن (أجدير)
إزكريتن هي إحدى مشيخات المملكة المغربية، تتبع جغرافيا لإقليم تازة وإداريًا لأجدير. يقدر عدد سكانها بـ 2538 نسمة حسب الإحصاء الرسمي للسكان والسكنى لسنة 2004.